# Aleurochiton orientalis
Aleurochiton orientalis là một loài côn trùng cánh nửa trong họ Aleyrodidae, phân họ Aleyrodinae.
Aleurochiton orientalis được Danzig miêu tả khoa học đầu tiên năm 1966.